# Hohburger Berge
Als Hohburger Berge, auch Hohburger Schweiz genannt, wird ein bis zu 240 Meter hoher Höhenzug in Nordsachsen bezeichnet. Er befindet sich nahe dem namengebenden Ort Hohburg (Gemeinde Lossatal), rund sieben Kilometer nordöstlich von Wurzen und zehn Kilometer südöstlich von Eilenburg.

## Naturraum
Die Hohburger Berge zählen zum Naturraum des „Nordsächsischen Platten- und Hügellandes“, der in der Umgebung der Berge durch großflächige, weitgehend eben bis leicht wellige eiszeitliche Ablagerungen gekennzeichnet ist. Als Teil der Leipziger Tieflandsbucht werden hier durchschnittliche Höhenlagen von 140 bis 160 Metern erreicht. Aus dieser flachen Umgebung ragen die Hohburger Berge um bis zu 120 Meter über dem Grundniveau heraus. Höchste Erhebung ist der Löbenberg (240 m ü. NN). Weitere Anhöhen sind der Gaudlitzberg (219 m ü. NN), der Burzelberg (217 m ü. NN) und der Galgenberg (213 m ü. NN). Südlich von Hohburg befindet sich der „Kleine Berg“ mit einer Höhe von 206 m ü. NN. Im zwischen den Hohburger Bergen liegenden Tal fließt der Lossabach durch Müglenz, Hohburg, Klein- und Großzschepa zur Mulde bei Thallwitz.
Geologisch gehören die Hohburger Berge zum sogenannten sächsischen Vulkanitkomplex. Der hier anstehende sehr feste Pyroxen-Quarzporphyr entstand durch vulkanische Tätigkeiten vor etwa 280 Millionen Jahren in der Zeit des Unterperm. Der Quarzporphyr wird seit dem 19. Jahrhundert als Werkstein abgebaut. Teilweise erfolgte vor etwa 60 Millionen Jahren die Verwitterung des Quarzporphyrs zu Kaolin, der im 20. Jahrhundert ebenfalls gewonnen wurde.

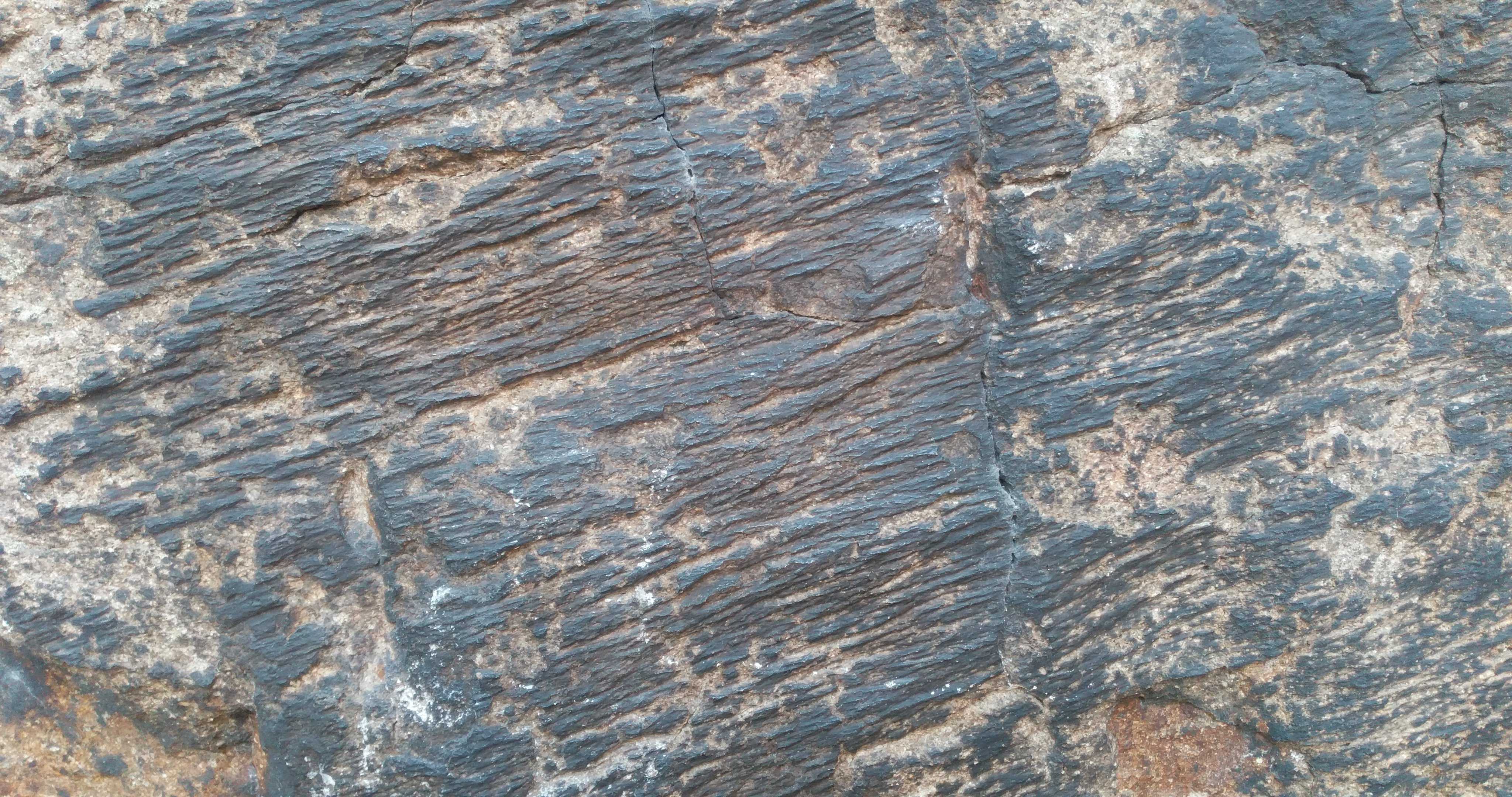
Windschliffe auf dem Kleinen Berg in Hohburg

Während des quartären Eiszeitalters wurden die Felsen der Hohburger Berge von Gletschern umschlossen und durch die Eismassen zu langgestreckten Hügeln umgeformt. Davon zeugen heute noch Gletscherschrammen. Den 1844 von dem sächsischen Geologen Carl Friedrich Naumann am Kleinen Berg entdeckten Schleifspuren als Folge der Vereisung kam eine besondere Bedeutung zu, da damit ein entscheidender Hinweis für die Theorie der Inlandvereisung als Grundlage der späteren Glaziologie gelegt wurde. Die Gletscher- und Windschliffe in den Hohburger Bergen gehören zu den 77 bedeutendsten von der Akademie der Geowissenschaften zu Hannover e. V. 2006 prädikatisierten nationalen Geotopen in Deutschland.
Ein 301 Hektar großes Areal der Hohburger Berge ist als FFH-Gebiet „Berge um Hohburg und Dornreichenbach“ geschützt.

## Geschichte und Gegenwart
Die Hohburger Berge wurden durch jahrzehntelangen intensiven Steinbaubetrieb geprägt; es entstanden steile Felswände und einige Seen in den Restlöchern. Die bis zu vierzig Meter hohen Felswände werden seit 1925 zum Klettern genutzt. Bergsteiger der Umgebung, wie Felix Simon, nutzten die Landschaft als Trainingsgebiet für die Alpen. Viele Anstiege aus der damaligen Zeit fielen dem anhaltenden Steinbruchbetrieb zum Opfer. Ab 1965 wurde die „Schwarze Wand“ zum alpinen Training (Technisches Klettern) genutzt. Auch diese wurde im Jahr 2015 aufgrund des fortschreitenden Steinbruchbetriebs weggesprengt. Seit Mitte der 1990er-Jahre entstanden in einer weiteren Erschließungswelle viele neue, teilweise sehr schwere Routen. Derzeit existieren über 200 Kletterwege in verschiedenen Steinbrüchen.

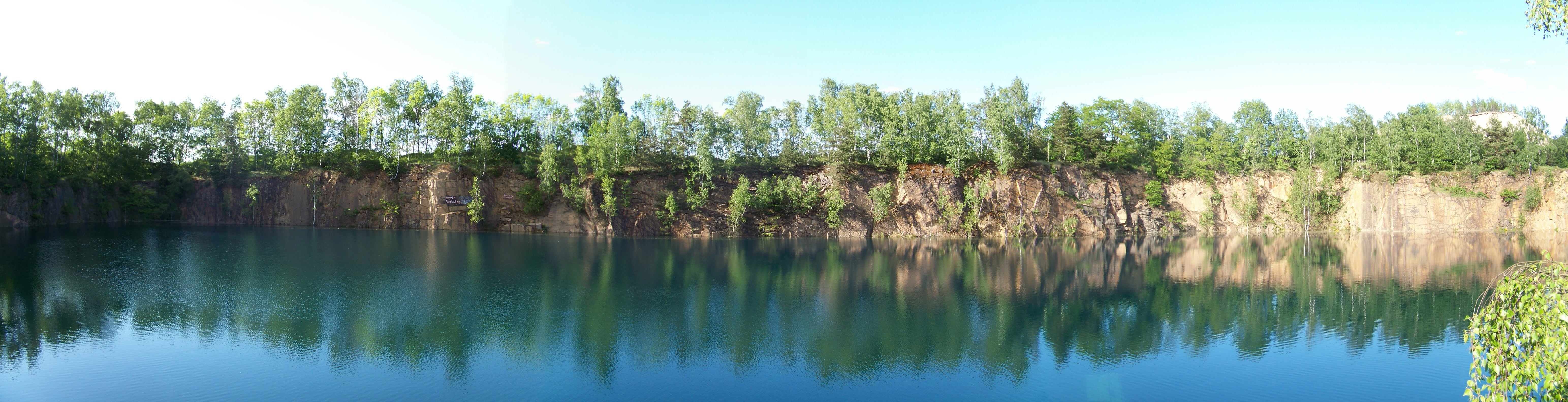
Durch Quarzporphyrabbau entstandener See bei Hohburg

Seit 1998 gibt es alljährlich im Steinbruch-Kino Gaudlitzberg ein Bergfilmfestival. Es ist nach eigenen Angaben das älteste Open-Air-Bergfilmfestival Deutschlands, bislang veranstaltet von Peter-Hugo Scholz († 2019).